# Spanska Florida
Spanska Florida (spanska: Florida española) syftar på de spanska territorier i det som senare kom att bli de amerikanska delstaterna Alabama, Florida, Georgia, Louisiana, Mississippi, men då utgjorde delar av Generalkaptenskapet Kuba, Vicekungadömet Nya Spanien, som ingick i Spanska imperiet. Ursprungligen var området del av vad som senare kom att bli sydöstra USA. Stora expeditioner gjordes under 1500-talet, men Spanien fick aldrig full kontroll över Florida och 1821 tillföll tidigare Västflorida och Östflorida i stället USA.

### Fotnoter
1. ↑  ”Florida” (på engelska). World Statesmen. http://www.worldstatesmen.org/US_states_F-K.html#Florida. Läst 8 november 2015.